# Université Sorbonne-Paris-Nord
L'université Sorbonne-Paris-Nord est l'une des treize universités autonomes qui ont succédé à l'université de Paris après son éclatement en 1968. Avant l'adoption de sa dénomination actuelle fin 2019, elle est successivement appelée « université Paris-XIII », « université Paris-Nord », « université Paris-XIII-Paris-Nord », puis « université Paris 13 » en 2014.
L'université Sorbonne-Paris-Nord constitue un pôle majeur d’enseignement et de recherche situé au nord de Paris. Elle compte cinq campus, répartis sur les deux départements de la Seine-Saint-Denis et du Val-d'Oise : Villetaneuse, Bobigny, Saint-Denis, La Plaine Saint-Denis et Argenteuil.
L'université Sorbonne-Paris-Nord accueille plus de 24 000 étudiants en formation initiale ou continue, dans tous les domaines : santé, médecine et biologie humaine, lettres, langues, sciences humaines et des sociétés, droit, sciences politiques et sociales, sciences de la communication, sciences économiques et de gestion. Elle propose ainsi une offre de formation pluridisciplinaire, résolument tournée vers le monde professionnel.
Elle est membre fondateur du Campus Condorcet, l'un des tout premiers pôles de recherche en sciences humaines et sociales à l'échelle mondiale, ainsi que de l'alliance d'universités Sorbonne-Paris-Cité avec l'université Paris-Cité.

## Histoire

### Création
En septembre 1969 une faculté de l'université de Paris est créée à Saint-Denis sous le nom de « centre universitaire Saint-Denis-Villetaneuse ».
En 1970, elle devient l'« université de Paris-XIII » à la suite de la réforme Edgar Faure. De nouveaux bâtiments lui sont construits à Villetaneuse. En décembre 1970, elle accueille 1 500 étudiants en droit, économie et lettres[réf. nécessaire].

#### Dénomination
Au moment de sa création, l'université est nommée « Paris-XIII »,. Son nom varie ensuite: « université Paris-13-Nord », « université Paris-Nord », « université Paris 13 » en 2014 puis « université Sorbonne Paris Nord » en 2019.

### Coopérations universitaires
En 2008, l'EHESS, l'École pratique des hautes études et l'université Panthéon-Sorbonne s'unissent afin de créer un campus commun afin de former le Campus Condorcet. S'y joignent ensuite l'INED, le CNRS, l'École nationale des chartes et Paris-VIII.
En 2010, elle devient membre fondateur du PRES Sorbonne Paris Cité de la COMUE Université Sorbonne Paris Cité (USPC).
Le 1er janvier 2016, l'université Paris-13 intègre la nouvelle région académique d'Île-de-France.
En 2021, le journal Marianne estime que l'université tolère des atteintes à la laïcité.

## Présidents
| Identité                             | Période | Période          | Durée |
| Identité                             | Début   | Fin              | Durée |
| ------------------------------------ | ------- | ---------------- | ----- |
| Jean Saurel (1924 - 2020)            | 1971    | 1973 (démission) | 2 ans |
| Marcel Jozefowicz (d) (1934 - 2022)  | 1973    | 1978             | 5 ans |
| Maurice Nisard (1914 - 2000)         | 1978    | 1982 (retraite)  | 4 ans |
| Pierre Jaisson (d) (né en 1946)      | 1982    | 1987             | 5 ans |
| Pierre Cornillot (d) (1931 - 2018)   | 1987    | 1992             | 5 ans |
| Jean-François Méla (d) (né en 1939)  | 1992    | 1997             | 5 ans |
| Michel Pouchain (d) (né en 1949)     | 1997    | 2002             | 5 ans |
| Alain Neuman (d) (né en 1943)        | 2002    | 2008             | 6 ans |
| Jean-Loup Salzmann (né en 1955)      | 2008    | 2016             | 8 ans |
| Jean-Pierre Astruc (d) (né en 1953)  | 2016    | 2020             | 4 ans |
| Christophe Fouqueré (d) (né en 1961) | 2020    | 2025             | 5 ans |
| Nathalie Charnaux (d) (née en 1966)  | 2025    |                  |       |

## Campus
L'université dispose de cinq campus en région parisienne dont une partie sont en cours de transformation jusqu'en 2024. En dépit de son nom, en revanche, aucun de ses locaux ne sont situés au sein du bâtiment de la Sorbonne.
Le campus principal est celui de Villetaneuse. Il accueille l'essentiel des formations en sciences sociales, communication, l'IUT ainsi que l'Institut Galilée. Il est rénové en 2010 avant l'installation d'une nouvelle bibliothèque en 2016.
Le campus de Bobigny accueille les formations en médecine. L'université est liée à l'hôpital Avicenne pour former le CHU Avicenne.
Son concours PACES n'avait qu'un taux d'admission de 16 % en 2017.
Le campus accueille l'IUT de Saint-Denis. Y est dispensé l'essentiel de la formation scientifique.
Le campus d'Argenteuil accueille une partie des formations en alternance ainsi que les étudiants des DAEU.

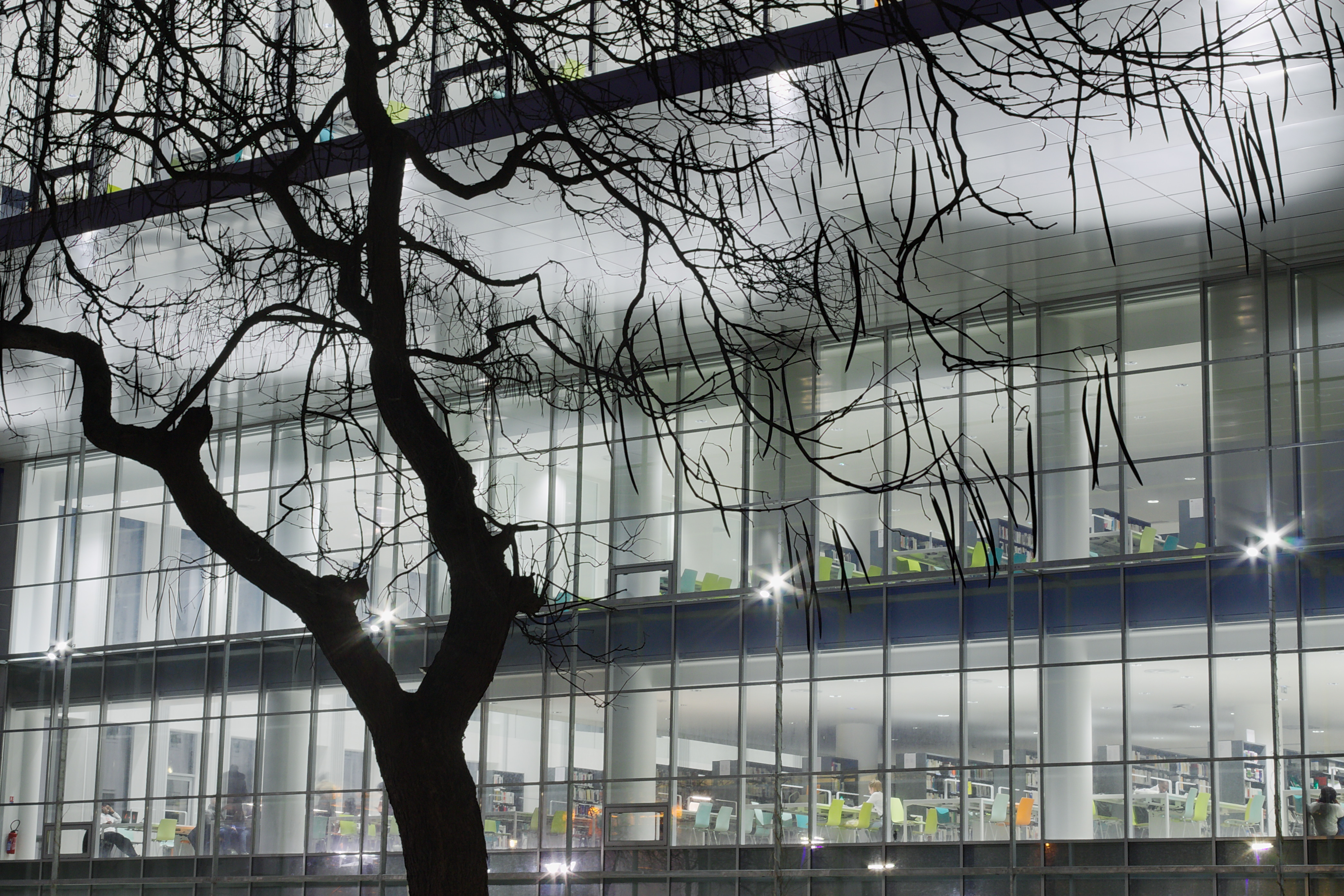
Bibliothèque universitaire Edgar-Morin, campus de Villetaneuse.

L'université compte plusieurs bibliothèques, :
- la bibliothèque Edgar-Morin, la principale bibliothèque généraliste, sur le campus de Villetaneuse,
- la bibliothèque Jean-Dausset, spécialisée en médecine, sur le campus de Bobigny,
- une bibliothèque associée est également présente à l'IUT de Saint-Denis,
- la plupart des laboratoires ont par ailleurs des bibliothèques de recherche.

## Filières d'enseignement et formations

### Filières d'enseignement

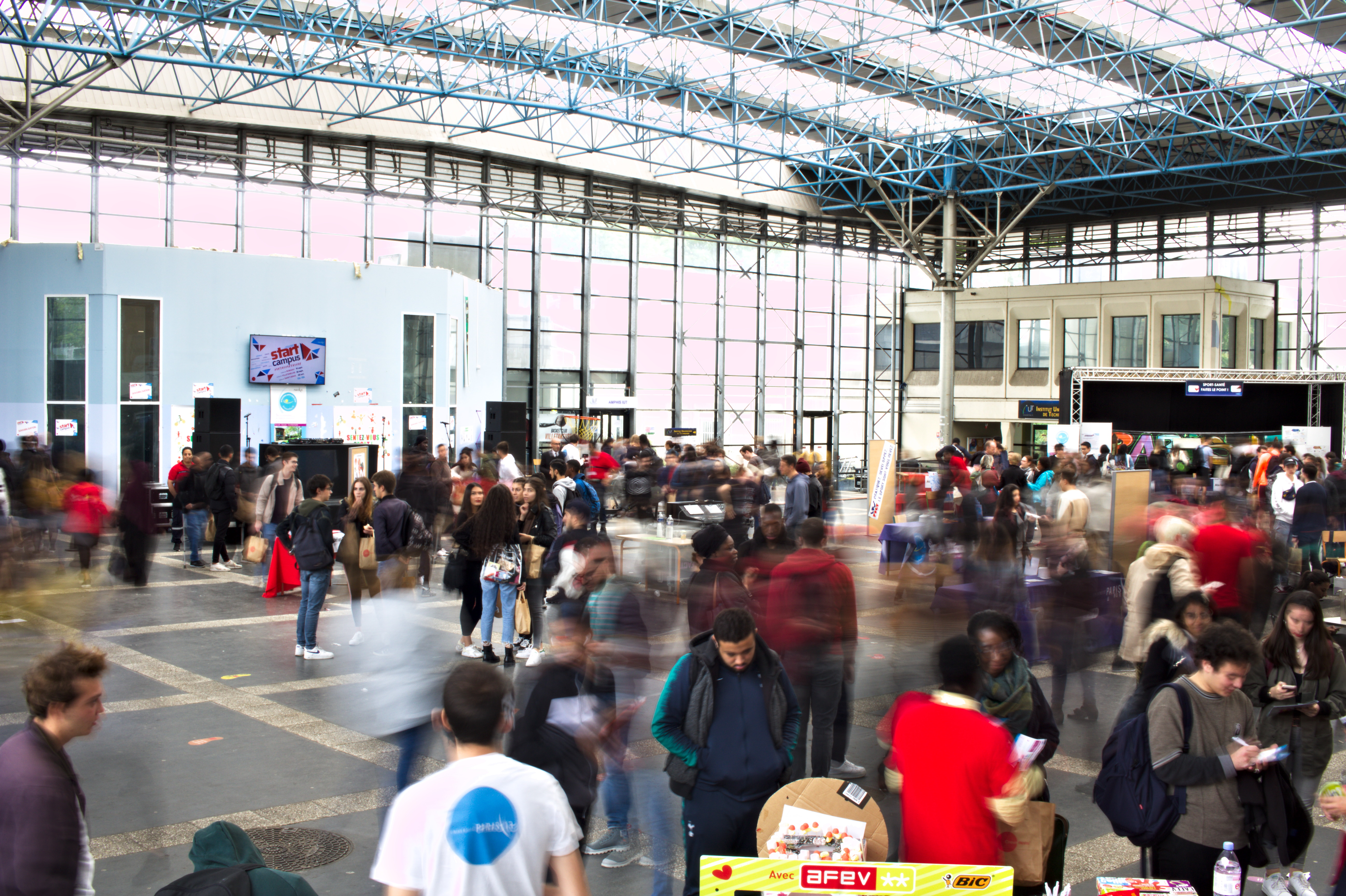
Le forum du campus de Villetaneuse.

L'université Sorbonne-Paris-Nord propose des formations du cycle LMD.
Il y a 28 formations de licence en droit, sciences humaines et sociales, économie ou informatique ainsi que des master d'approfondissement.
L'université propose, hors du cycle LMD des diplômes universitaires (DU) en santé, droit et ingénierie.
L’université délivre également le diplôme universitaire de technologie (DUT) dans les IUT.
Le doctorat est organisé autour de deux écoles doctorales de site et une école doctorale partagée avec l'université Paris-Descartes et l'université Paris-Diderot dans le cadre de la COMUE Sorbonne Paris Cité. L'université forme environ 110 docteurs par an et accueille chaque année 700 doctorants.

## Recherche

### Le portail HAL Sorbonne-Paris-Nord
Le portail HAL de l'université est une archive ouverte destinée au dépôt et à la consultation des publications scientifiques de l'université (articles, revues, chapitres d’ouvrages, actes de colloques, thèses, etc.).

## Vie étudiante

### Associations étudiantes
Pour l'année universitaire 2012-2013, l'université Paris Nord compte 44 associations étudiantes actives.

### Sociologie des étudiants
En 2012, la principale zone de résidence des étudiants est la région parisienne, en particulier la Seine Saint-Denis (37 %), le Val d'Oise (15 %) et Ville de Paris (12 %). L'université avait plus d'étudiants étrangers que la moyenne nationale (23,5 % contre 14,8 % en moyenne). Ils étaient originaires du Maghreb (31,7 %), d'Asie (12 %), d'autres régions africaines (33,5 %) et d'Europe (13 %). 57,6 % des doctorants étaient étrangers, contre 41,4 % en moyenne.

### Évolution démographique
Évolution démographique de la population universitaire

| 2000   | 2001   | 2002   | 2003   | 2004   | 2005   | 2006   | 2007   |
| ------ | ------ | ------ | ------ | ------ | ------ | ------ | ------ |
| 19 347 | 19 429 | 19 097 | 19 915 | 20 591 | 20 196 | 20 081 | 20 214 |

| 2008   | 2009   | 2010   | 2011   | 2012   | 2013   | 2014   | 2015   |
| ------ | ------ | ------ | ------ | ------ | ------ | ------ | ------ |
| 20 061 | 21 456 | 21 284 | 21 920 | 21 086 | 20 926 | 20 391 | 20 750 |

| 2016   | 2017   | 2018   | 2019   | 2020   | 2021   | 2022   | - |
| ------ | ------ | ------ | ------ | ------ | ------ | ------ | - |
| 20 558 | 20 600 | 21 645 | 21 866 | 22 850 | 22 710 | 22 100 | - |

## Classements
Elle était classée dans les 100 premières universités du monde en mathématiques entre 2017 et 2019 par le classement de Shanghai. En 2016 elle était classée parmi les 200 premières du classement du Times Higher Education des jeunes universités mais n'y figure plus depuis 2012. En 2019, le QS Top Universities la classait dans les 450 premières en mathématiques et les 500 premières en médecine.

## Identité visuelle

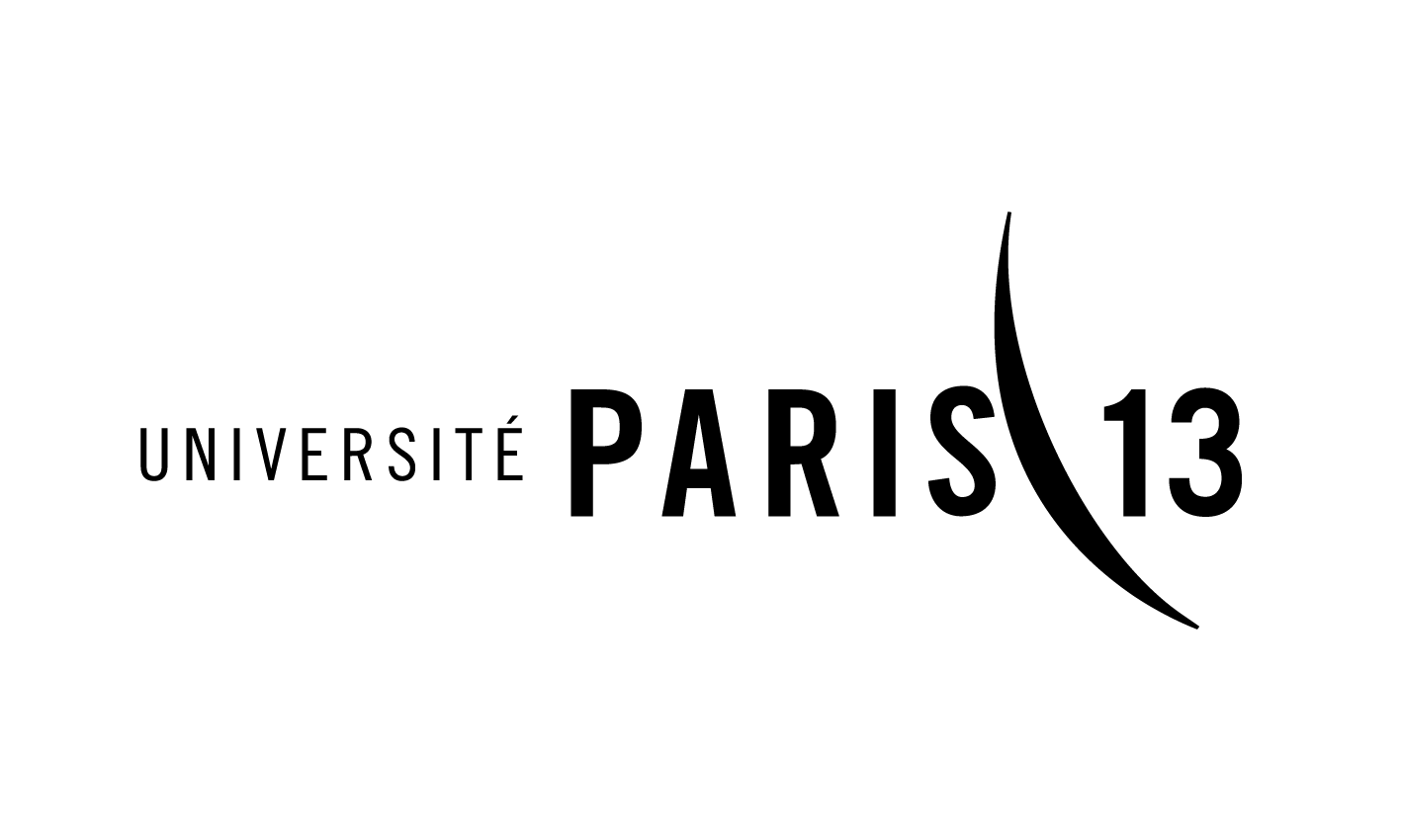
Logotype de l'université Paris 13 avant le 1er janvier 2020.
Logotype de l'université Sorbonne-Paris-Nord entre 2020 et 2023.
Logotype de l'université Sorbonne-Paris-Nord depuis le 1er janvier 2023.

## Dans la culture populaire
Le film français La Crème de la crème (2014) est tourné dans l'université.

## Personnalités liées à l'université

### Anciens enseignants
- Ngô Bảo Châu (né en 1972), médaille Fields en 2010, chargé de recherche de 1998 à 2004, ancien élève de Paris-Sud (thèse) et de l'École normale supérieure ;  professeur à l'université de Chicago depuis 2010[50] ;
- Jean Bénabou (1932-2022), professeur jusqu'en 1992, mathématicien spécialiste de théorie des catégories ;
- Pascal Boniface (né en 1956), géopolitologue, ancien élève de Paris XIII (doctorat) et de l'Institut d'études politiques de Paris (DEA d'études politiques en 1980), il enseigne maintenant à Paris VIII et a enseigné à Sciences Po Lille ; il est membre-fondateur de l'IRIS ; il fut conseiller dans deux cabinets de ministres socialistes sous Mitterrand, membre du Conseil consultatif pour les questions de désarmement de l'ONU, administrateur à l'Institut des hautes études de Défense nationale[51],[52] ;
- Jacques-Henry Bornecque (1910-1995), universitaire français spécialisé dans la littérature de la fin du XIXe siècle, du début du XXe siècle et du surnaturel[53] ;
- Patrick Charaudeau, a étudié à la Sorbonne ; professeur émérite de la faculté et chercheur au CNRS;
- Guy Chaty (1934-2020), écrivain, poète et chercheur en informatique ;
- Jean-Marie Chevalier (né en 1941), économiste diplômé de Panthéon-Sorbonne (doctorat) et de Sciences Po Paris (où il enseignera) en 1962[54] ; il a enseigné aussi à Paris-Dauphine et à l'ENA ; membre du Cercle des Économistes et a été membre du Conseil d'Analyse Economique[55],[56] ;
- Serge Lebovici (1915-2000), psychiatre et pédopsychiatre ;
- Jean Saurel (1924-2020), ancien (et premier) président de l'université, directeur des lycées au ministère de l’Éducation nationale entre 1974 et 1981 ; il est ensuite directeur du Conservatoire national des arts et métiers de 1981 à 1987, puis conseiller scientifique du président du Conseil économique et social de 1988 à 1993[57].
- Clément Viktorovitch (né en 1984), attaché temporaire d'enseignement et de recherche de 2013 à 2016, ancien élève de Sciences Po Paris (thèse). Politologue et chroniqueur français.

### Enseignants actuels (en 2017)
- Benjamin Coriat (né en 1948), professeur spécialiste de l'économie industrielle de l'innovation et de la propriété intellectuelle, membre des économistes atterrés[58],[59],[60].
- Benjamin Stora (né en 1950), historien étudiant surtout l'Histoire du Maghreb contemporain, de l'Empire colonial français, de l'Histoire de l'Algérie et de l'immigration en France ;  inspecteur général de l'Éducation nationale depuis septembre 2013 ; fait ses études à l'université Paris Nanterre.
- Dominique Plihon (né en 1946), militant altermondialiste, membre d'ATTAC, des Économistes atterrés et membre du conseil de rédaction d'Alternatives économiques, il fut aussi membre du commissariat général du Plan et du Conseil d'analyse économique ; il a étudié à Sciences Po Paris et à l'université de New York[61],[62].
- Serge Hercberg (né en 1951), épidémiologiste formé à l'université du Kansas à Paris-VII et à l'université Pierre-et-Marie-Curie ; il a obtenu le prix Recherche de l’Institut français pour la nutrition en 1997 ; il est le président du Programme national nutrition santé (PNNS) ; il est le « père » du logo malnutrition[63],[64].
- Ivan Jablonka (né en 1973), historien et écrivain, ancien élève de la Khâgne de Henri-IV, de Paris-I et de l'ENS ; rédacteur en chef de la revue laviedesidees.org ; il a reçu pour un de ses ouvrages le prix Médicis (2016)[65],[66],[67].
- Daniel Verba (d) (né en 1952), sociologue formé à l'université Paris-Nanterre, directeur de l'IUT de Bobigny (2003-2013), vice-président relations internationales (2016-2020), il est membre statutaire de l'IRIS (qui regroupe des chercheurs du CNRS, de l'INSERM, de l'EHESS et de Paris-XIII)[68],[69].
- Françoise Benhamou (née en 1954), économiste spécialiste de l'économie des médias et de la culture, elle est passée ou travaille (en tant que conférencière, chercheuse ou chargée de secteur) à l'université Paris-Nanterre, Paris-I, l'Institut national du patrimoine, l'Institut national de l'audiovisuel, l'École normale supérieure (Paris), l'université de Rouen-Normandie ; vice-présidente du Comité consultatif des programmes de la chaîne Arte ; membre du Cercle des économistes[70],[71],[72].
- Vanessa Castejon (d) (née en 1973), angliciste spécialiste des aborigènes d'Australie[73].
- Isabelle This Saint-Jean (née en 1963), ancienne présidente de Sauvons La Recherche ; elle est actuellement secrétaire nationale du Parti socialiste chargée de l'Environnement, l’Énergie et de la Biodiversité ; elle fut membre de l'équipe de campagne de Martine Aubry ; elle a obtenu son doctorat d'économie à Paris-I-Panthéon-Sorbonne où elle a enseigné de 1994 à 2004 avant de rejoindre l'université du Littoral-Côte-d'Opale jusqu'en 2007 puis Paris-XIII depuis[74],[75].
- Olivier Pastré (né en 1950), ancien conseiller économique auprès de la CEE, auprès de ministres, banquier d'affaires, il n'apparaît pas sur le site en tant qu'enseignant mais néanmoins fait cours (comme en témoignent les plannings)[76].

### Anciens étudiants
- Christine Ammirati, professeure des universités dans la médecine d'urgence
- Youssef Badr, magistrat, ancien porte-parole du ministère de la Justice[77]
- Yacine Belhousse, humoriste
- Pascal Boniface, universitaire, professeur à Paris 8, Paris 13, à Sciences Po Lille et à l'Institut d'études politiques de Paris (dont il est diplômé), membre fondateur et président de l'Institut de relations internationales et stratégiques, ancien conseiller auprès des cabinets de Pierre Joxe et Jean-Pierre Chevènement.
- Adrienne Charmet, ancienne présidente de Wikimédia France et militante des libertés sur Internet ; elle y a été doctorante tout en y étant chargée de cours.
- Davina Delor, co-animatrice et co-productrice de l'émission Gymtonic, ancienne chorégraphe dorénavant nonne bouddhiste, sous le nom de Gelek Drölkar
- Julien Dray, ancien député socialiste, participant à un débat hebdomadaire sur LCI depuis la rentrée 2017
- Ekoué, rappeur, membre du groupe La Rumeur, diplômé d'un doctorat de Paris XIII et d'un doctorat de Sciences Po Paris
- Laurent Fignon[78], coureur cycliste
- Simone Gbagbo (1976), diplômée aussi de l'Ecole normale supérieure de Côte d'Ivoire, syndicaliste et épouse de l'ancien président ivoirien
- Daniel Goldberg, député socialiste jusqu'en 2017, enseignant à Paris VIII et docteur en physique de l'université Pierre-et-Marie-Curie
- Bruno Le Roux, député de 1997 à 2017, ancien ministre de l'Intérieur et ancien président du Groupe socialiste à l'Assemblée nationale
- Maurice Leroy, ancien membre du PCF, homme politique membre de l'UDI, ancien député et vice-président de l'Assemblée nationale
- Véronique Newland, ingénieure et femme d'affaires française récipiendaire en 2013 du Prix Irène-Joliot-Curie
- Gilbert Ondongo, ministre congolais du travail, ancien diplômé de l'université de Brazzaville, de Paris II et de l'université Paris Nanterre
- Thomas Porcher, docteur en économie de l'université Panthéon-Sorbonne, ancien membre du groupe d'experts du gaz de schiste, professeur associé à la Paris School of Business et enseignant à Paris-Dauphine
- Nicușor Dan, mathématicien et homme d'État roumain. Député de 2016 à 2020, il a été élu maire de Bucarest en 2020 et 2024. Il est président de la Roumanie depuis le 26 mai 2025.